# Émile Trélat
Émile Trélat (1821-1907), fue un arquitecto y político francés. Conocido por haber sido el fundador en 1865 de la École Spéciale d'Architecture (ESA) siendo uno de sus primeros directores. Hijo del también arquitecto Ulysse Trélat (1828-1890). Como político destacó por haber sido representante del pueblo en la Asamblea Nacional de 1848 (representando a la región de Sena y Marne). Realiza varias publicaciones relacionadas con la arquitectura, siendo una de las más conocidas Le théatre et l'architecte (1860), en algunas de sus obras se hace notar el apoyo a las corrientes higienistas de la época. Entre sus cargos docentes se encontraba haber sido profesor honorario del Conservatoire national des Arts et Métiers. Colaboró con el arquitecto visionario Héctor Horeau en el diseño de mercados de abasto en la ciudad de Madrid.